# يوفوتيبل
شركة يوفوتيبل المحدودة (ユーフォーテーブル有限会社 يٌوفوٌتيٍبُورُو يٌوگين گايشا) هو إستديو أنميشن ياباني أُنشئ في أكتوبر 2000 بواسطة موظفين سابقين في إستديو طوكيو موفي شينشا يقع في ناكانو في محافظة طوكيو.

## الأعمال

### مسلسلات الأنمي تلفزيونية
| عنوان العمل                         | المخرج (المخرجون)                        | تاريخ أول عرض   | تاريخ إنتهاء العرض | عدد الحلقات | ملاحضات                                                                  | مراجع |
| ----------------------------------- | ---------------------------------------- | --------------- | ------------------ | ----------- | ------------------------------------------------------------------------ | ----- |
| فايس كرويتز غليين                   | هيتويوكي ماتسوي                          | 28 نوفمبر، 2002 | 20 فبراير، 2003    | 13          | هذا العمل تكمله للأنمي فايس كرويتز                                       | [ 4 ] |
| دوكويدا                             | هيتويوكي ماتسوي تاكويا نوناكا            | 5 يوليو، 2003   | 20 سبتمبر، 2003    | 12          | تعديل سلسلة الرواية الخفيفة من قبل تارو آشي .                            | [ 4 ] |
| جنون النينجا                        | هيتويوكي ماتسوي                          | 8 يوليو، 2004   | 23 سبتمبر، 2004    | 12          | تعديل سلسلة مانغا من قبل كوجا ريويتشي.                                   | [ 4 ] |
| فوتاكوي ألترنيتيف ‏                  | تاكايوكي هيراو تم التعاون مع (فلاغ وفيل) | 7 أبريل، 2005   | 30 يونيو، 2005     | 13          | عمل أصلي (غير مقتبس) وتم الإنتاج المشترك مع إستديو فيل.                  | [ 4 ] |
| كويوتي راغتايم شو                   | تاكويا نوناكا                            | 3 يوليو، 2006   | 20 سبتمبر، 2006    | 12          | عمل أصلي (غير مقتبس)                                                     | [ 4 ] |
| غاكوين يوتوبيا مانابي ستريت         | فريق المنابية                            | 8 يناير، 2007   | 26 مارس، 2007      | 12          | عمل أصلي (غير مقتبس)                                                     | [ 4 ] |
| فيت/زيرو                            | إيي أوكي                                 | 1 أكتوبر، 2011  | 23 يونيو، 2012     | 25          | تعديل سلسلة الرواية الخفيفة من قبل غين أوروبوتشي .                       | [ 4 ] |
| جنة الخطاة                          | مختلط (متنوع)                            | 6 يوليو، 2013   | 28 سبتمبر، 2013    | 13          | التكييف التلفزيوني للأفلام الأربعة والسابعة الأولى The Garden of Sinners | [ 5 ] |
| فيت/ستاي نايت Unlimited Blade Works | تاكاهيرو ميورا                           | 4 أكتوبر، 2014  | 27 يونيو، 2015     | 25          | استنادًا إلى رواية بصرية كتبها تايب مون . هذه تكمله لفيت/زيرو             | [ 4 ] |
| جود إيتر                            | تاكايوكي هيراو                           | 12 يوليو، 2015  | 26 مارس، 2016      | 13          | بناء على لعبة فيديو من بانداي نامكو .                                    | [ 4 ] |
| حكايات زيستريا العاشر               | هارو سوتوزاكي                            | 3 يوليو، 2016   | 29 أبريل، 2017     | 26          | بناء على لعبة فيديو من بانداي نامكو.                                     | [ 5 ] |
| كاتسوغيكي: توكين رانبو              | توشيوكي شيراي                            | 1 يوليو، 2017   | 23 سبتمبر، 2017    | 13          | استنادًا إلى لعبة فيديو متصفح بواسطة نيترو+.                              | [ 6 ] |
| قاتل الشياطين                       | هارو سوتوزاكي                            | 6 أبريل، 2019   | 28 سبتمبر، 2019    | 26          | مقتبس من سلسلة مانجا من تأليف كويوهارو غوتوغي.                           | [ 7 ] |
| عمل الفتيات                         | غير معروف                                | غير معروف       | غير معروف          | غير معروف   | عمل أصلي ( غير مقتبس) إنتاج مشترك مع تايب مون.                           | [ 8 ] |

### أوفا أنمي
| عنوان العمل                            | المخرج (المخرجون)           | تاريخ أول عرض   | تاريخ إنتهاء العرض | عدد الحلقات | ملاحضات                                                   | مراجع  |
| -------------------------------------- | --------------------------- | --------------- | ------------------ | ----------- | --------------------------------------------------------- | ------ |
| تريستيا من البحر الأزرق العميق         | هيتويوكي ماتسوي.            | 23 أبريل، 2004  | 23 أبريل، 2004     | 2           | مستوحى من رواية بصرية من إستوديو كوجادو .                 | [ 4 ]  |
| تايلس أوف سمفونيا:حلقة سيلفارانت       | هارو سوتوزاكي               | 8 يونيو، 2007   | 21 ديسمبر، 2007    | 4           | بناء على لعبة فيديو من بانداي نامكو.                      | [ 4 ]  |
| غاكوين يوتوبيا مانابي مستقيم!          | فريق المنابية               | 10 أكتوبر، 2007 | 10 أكتوبر، 2007    | 1           | حلقة خاصة منغاكوين يوتوبيا مانابي مستقيم!.                | [ 4 ]  |
| جود إيتر                               | تاكايوكي هيراو              | 28 سبتمبر، 2009 | 28 سبتمبر، 2009    | 1           | يخدم بدايه ايثر قود.                                      | [ 9 ]  |
| توريكو.                                | ميتسورو أوبوناي             | 12 أكتوبر، 2009 | 12 أكتوبر، 2009    | 1           | استنادًا إلى سلسلة مانغا من ميتسوتوشي شيمابوكورو .         | [ 4 ]  |
| Yawarakame                             | غير معروف                   | 1 ديسمبر، 2009  | 25 مايو، 2010      | 26          | عمل أصلي (غير مقتبس)                                      | [ 10 ] |
| تايلس أوف سمفونيا:حلقة الرسوم المتحركة | هارو سوتوزاكي               | 25 مارس، 2010   | 25 فبراير، 2011    | 4           | تتمة ل حكايات سيمفونية الرسوم المتحركة: حلقة سيلفارانت .  | [ 4 ]  |
| يوري سيجين ناوكو سان                   | تيتسويا تاكيوتشي            | 18 ديسمبر، 2010 | 15 فبراير، 2012    | 2           | تم إقتباسها من مانغا من كشمير.                            | [ 4 ]  |
| جنة الخطاة                             | هيكارو كوندو                | 2 فبراير، 2011  | 2 فبراير، 2011     | 1           | بمثابة خاتمة لسلسلة أفلام جنة الخطاة .                    | [ 4 ]  |
| تايلس أوف سمفونيا:اتحاد العوالم        | هارو سوتوزاكي               | 23 نوفمبر، 2011 | 23 أكتوبر، 2012    | 3           | تتمة ل حكايات سيمفونيا: حلقة الرسوم المتحركة Tethe'alla . | [ 4 ]  |
| تدافع مينوري!                          | تاكويا نوناكا               | 15 فبراير، 2012 | 15 فبراير، 2012    | 1           | تعديل سلسلة مانغا بواسطة Mikage Chihaya.                  | [ 4 ]  |
| غيو: هجوم أسماك طوكيو                  | تاكايوكي هيراو              | 15 فبراير، 2012 | 15 فبراير، 2012    | 1           | مقتبس من سلسلة المانجاكا جونجي إيتو .                     | [ 11 ] |
| فيت/ستاي نايت                          | تاكاهيرو ميورا              | 7 أكتوبر، 2015  | 7 أكتوبر، 2015     | 1           | نهاية بديلة ل فيت/ ستاي نايت: شفرة غير محدودة .           | [ 4 ]  |
| فيت/طلب كبير                           | تاكاهيرو ميورا              | 31 ديسمبر، 2017 | 31 ديسمبر، 2017    | 1           | استنادًا إلى سلسلة مانغا من تأليف Eiichirō Mashin.         | [ 12 ] |
| وجبة الغداء في منزل إميا               | تاكاهيرو ميورا تيتسوتو ساتو | 25 يناير، 2018  | 1 يناير، 2019      | 13          | تعديل سلسلة المانجا بواسطة TAa.                           | [ 13 ] |

### أفلام أنمي
| عنوان العمل                                   | المخرج (المخرجون) | تاريخ النشر    | ملاحضات                                                             | مراجع  |
| --------------------------------------------- | ----------------- | -------------- | ------------------------------------------------------------------- | ------ |
| جنة الخطاة: تطل على منظر                      | Ei Aoki           | 1 ديسمبر 2007  | تعديل سلسلة الرواية الخفيفة من قبل كينوكو ناسو .                    | [ 5 ]  |
| جنة الخطاة: دراسة في القتل - الجزء الأول      | تاكويا نوناكا     | 29 ديسمبر 2007 | الفيلم الثاني في سلسلة أفلام The Garden of Sinners .                | [ 5 ]  |
| جنة الخطاة: بقايا الألم                       | ميتسورو أوبوناي   | 9 فبراير 2008  | الفيلم الثالث في سلسلة أفلام The Garden of Sinners .                | [ 5 ]  |
| جنة الخطاة: الضريح المجوف                     | Teiichi Takiguchi | 24 مايو 2008   | الفيلم الرابع في سلسلة أفلام The Garden of Sinners .                | [ 5 ]  |
| جنة الخطاة: مفارقة لولبية                     | تاكايوكي هيراو    | 16 أغسطس 2008  | الفيلم الخامس في سلسلة أفلام The Garden of Sinners .                | [ 5 ]  |
| جنة الخطاة: تسجيل النسيان                     | تاكاهيرو ميورا    | 20 ديسمبر 2008 | الفيلم السادس في سلسلة أفلام The Garden of Sinners .                | [ 5 ]  |
| جنة الخطاة: دراسة في القتل - الجزء الثاني     | شينسوكي تاكيزاوا  | 8 أغسطس 2009   | الفيلم السابع في سلسلة أفلام The Garden of Sinners .                | [ 5 ]  |
| ساكورا لا أوندو                               | تاكايوكي هيراو    | 29 أكتوبر 2011 | عمل أصلي (غير مقتبس)                                                | [ 4 ]  |
| جنة الخطاة: إنجيل المستقبل                    | تومونوري سودو     | 28 سبتمبر 2013 | الفيلم الثامن والأخير في سلسلة أفلام The Garden of Sinners .        | [ 5 ]  |
| ماجوكو شيماي لا يويو لنيني                    | تاكايوكي هيراو    | 28 ديسمبر 2013 | استنادًا إلى مانغا بواسطة هيارين.                                    | [ 4 ]  |
| حكايات زيستريا: فجر الراعي                    | هارو سوتوزاكي     | 30 ديسمبر 2014 | بناء على لعبة فيديو من بانداي نامكو.                                | [ 14 ] |
| فيت/ستاي نايت: زهرة السماء                    | تومونوري سودو     | 14 أكتوبر 2017 | استنادًا إلى رواية بصرية كتبها Type-Moon.                            | [ 15 ] |
| فيت/ ستاي نايت: إحساس السماء II. فراشة ضائعة  | تومونوري سودو     | 12 يناير 2019  | الفيلم الثاني في فيت/ستاي نايت: سلسلة أفلام Heaven's Feel .         | [ 15 ] |
| قاتل الشياطين: قتال الشيطان                   | هارو سوتوزاكي     | 29 مارس 2019   | تجميع قاتل الشياطين الحلقات الخمس الأولى.                           | [ 16 ] |
| فيت/ ستاي نايت: إحساس الجنة III. أغنية الربيع | تومونوري سودو     | 25 أبريل 2020  | الفيلم الثالث والأخير في فيت/ستاي نايت: سلسلة أفلام Heaven's Feel . | [ 15 ] |
| قاتل الشياطين: قطار موغن الانهائي             | هارو سوتوزاكي     | 2020           | تكملة لقاتل الشياطين                                                | [ 17 ] |
| توكين رانبو : هانامارو                        | TBA               | TBA            | ذات الصلة إلى Katsugeki / Touken Ranbu .                            | [ 18 ] |

### مشاهد رسوم متحركة في ألعاب الفيديو
- غود إيتر
- غود إيتر بورست
- غود إيتر ريزوركشن
- غود إيتر 2
- غود إيتر 2 ريج بورست
- سلسلة ألعاب تيلز
  - تيلز أوف إكسيليا
  - تيلز أوف إكسيليا 2
  - تيلز أوف زيستيريا
  - تيلز أوف بيرسيريا
  - تيلز أوف آرايز
- كود فاين

## وصلات خارجية
- الموقع الرسمي (باليابانية)
- صفحة الإستديو في شبكة أخبار الأنمي (بالإنجليزية)
- يوفوتيبل على موقع ميوزك برينز (الإنجليزية)
- يوفوتيبل على موقع ديسكوغز (الإنجليزية)
- يوفوتيبل على موقع ANN company (الإنجليزية)